# Tạ Đình Đức
Tạ Đình Đức – wietnamski zapaśnik walczący w stylu wolnym.
Wicemistrz Azji Południowo-Wschodniej w 1999 roku. Dziewiąty na mistrzostwach Azji w 2000 roku.